# Matt Howard
Matt Howard (Carmel, 23 gennaio 1989) è un ex cestista statunitense, professionista in Europa.

## Palmarès
- Coppa di Francia: 1

Strasburgo: 2014-15
- Leaders Cup: 1

Strasburgo: 2015
- Match des Champions: 1

Strasburgo: 2015